# Secretaría de Administración y Finanzas de la Ciudad de México
La Secretaría de Administración y Finanzas del Gobierno de la Ciudad de México es la dependencia administrativa del gobierno de la Ciudad de México encargada del despacho de las materias relativas al desarrollo de las políticas de ingresos y administración tributaria, la programación, presupuestación y evaluación del gasto público de la Ciudad de México, así como representar el interés del mismo en controversias fiscales y en toda clase de procedimientos administrativos ante los tribunales en los que se controvierta el interés fiscal de la entidad. Se encuentra subordinada al Jefe de Gobierno de la Ciudad de México.

## Historia
A la Secretaría de Finanzas antecedieron otras instituciones encargadas de recaudar impuestos, la primera de ellas fue la Dirección General de Rentas del Distrito Federal en 1929. En 1977 la Tesorería del Distrito Federal se convierte en un organismo desconcentrado.
La Secretaría de Finanzas propiamente dicha fue creada con la reforma a la administración pública llevada a cabo a partir de 1994, que reformó el Estatuto de Gobierno del Distrito Federal y la Ley Orgánica de la Administración Pública Federal por las cuales la Secretaría de Planeación y Evaluación cambió su nombre a Secretaría de Finanzas.

## Funciones
Conforme a la Ley Orgánica de la Administración Pública Federal le corresponde específicamente a la Secretaría de Finanzas del Distrito Federal:
- Elaborar el Programa Operativo de la Administración Pública del Distrito Federal, para la ejecución del Programa General de Desarrollo de la Ciudad de México.
- Elaborar el presupuesto de ingresos de la entidad que servirá de base para la formulación de la iniciativa de Ley de Ingresos de la Ciudad de México.
- Formular y someter a la consideración del Jefe de Gobierno el proyecto de los montos de endeudamiento que deben incluirse en la Ley de Ingresos, necesarios para el financiamiento del presupuesto.
- Recaudar, cobrar y administrar los   impuestos, derechos, contribuciones de mejoras, productos, aprovechamientos y demás ingresos a que tenga derecho el Distrito Federal en los términos de las leyes aplicables.
- Ordenar y practicar visitas domiciliarias para comprobar el cumplimiento de las obligaciones establecidas en el código financiero y demás disposiciones legales aplicables.
- Determinar, recaudar y cobrar los ingresos federales coordinados, con base en las leyes, convenios de coordinación y acuerdos que rijan la materia, así como ejercer las facultades de comprobación que las mismas establezcan.
- Imponer las sanciones que correspondan por infracciones a disposiciones fiscales y demás ordenamientos fiscales de carácter local o federal, cuya aplicación esté encomendada al Distrito Federal.
- Ejercer la facultad económico coactiva, para hacer efectivos los créditos fiscales a favor del Distrito Federal.
- Vigilar y asegurar en general, el cumplimiento de las disposiciones fiscales.
- Formular las querellas y denuncias en materia de delitos fiscales y de cualquier otro que represente un quebranto a la hacienda pública del Distrito Federal.
- Representar en toda clase de procedimientos judiciales o administrativos los intereses de la hacienda pública del Distrito Federal, y los que deriven de las funciones operativas inherentes a los acuerdos del ejecutivo federal en materia de ingresos federales coordinados.
- Dictar las normas y lineamientos de carácter técnico presupuestal a que deberán sujetarse las dependencias, órganos desconcentrados y entidades, para la formulación de los programas que servirán de base para la elaboración de sus respectivos anteproyectos de presupuesto.
- Formular el proyecto de presupuesto de egresos y presentarlo a consideración del jefe de gobierno, considerando especialmente los requerimientos de cada una de las delegaciones.
- Controlar el ejercicio del presupuesto de egresos del Distrito Federal y evaluar el resultado de su ejecución.
- Formular la cuenta anual de la hacienda pública del Distrito Federal.
- Intervenir en la autorización y evaluación de los programas de inversión de las dependencias y entidades de la administración pública del distrito federal.
- Emitir opinión sobre los precios y tarifas de los bienes y servicios de la administración pública del distrito federal.
- Formular los proyectos de leyes y disposiciones fiscales del Distrito Federal, así como elaborar las iniciativas de Ley de Ingresos y Decreto de Presupuesto de Egresos del Distrito Federal.
- Llevar y mantener actualizados los padrones fiscales;
- Expedir las reglas de carácter general en materia de hacienda pública a que se refiere el Código Financiero del Distrito Federal.

## Estructura Orgánica Básica
La estructura orgánica y los titulares de área de Secretaría de Finanzas de la Ciudad de México son:
- Secretario de Administración y Finanzas dela Ciudad de México: Luz Elena González Escobar
  - Subsecretaría de Egresos:
  - Tesorería de la Ciudad de México: Roberto Carlos Fernández González
  - Procuraduría Fiscal de la Ciudad de México: Salvador Juárez Galicia
  - Subsecretaría de Planeación Financiera:
  - Unidad de Inteligencia Financiera:

## Secretarios de Finanzas por el Jefe de Gobierno

Edgar Amador Zamora, secretario de Finanzas de 2012 a 2018.

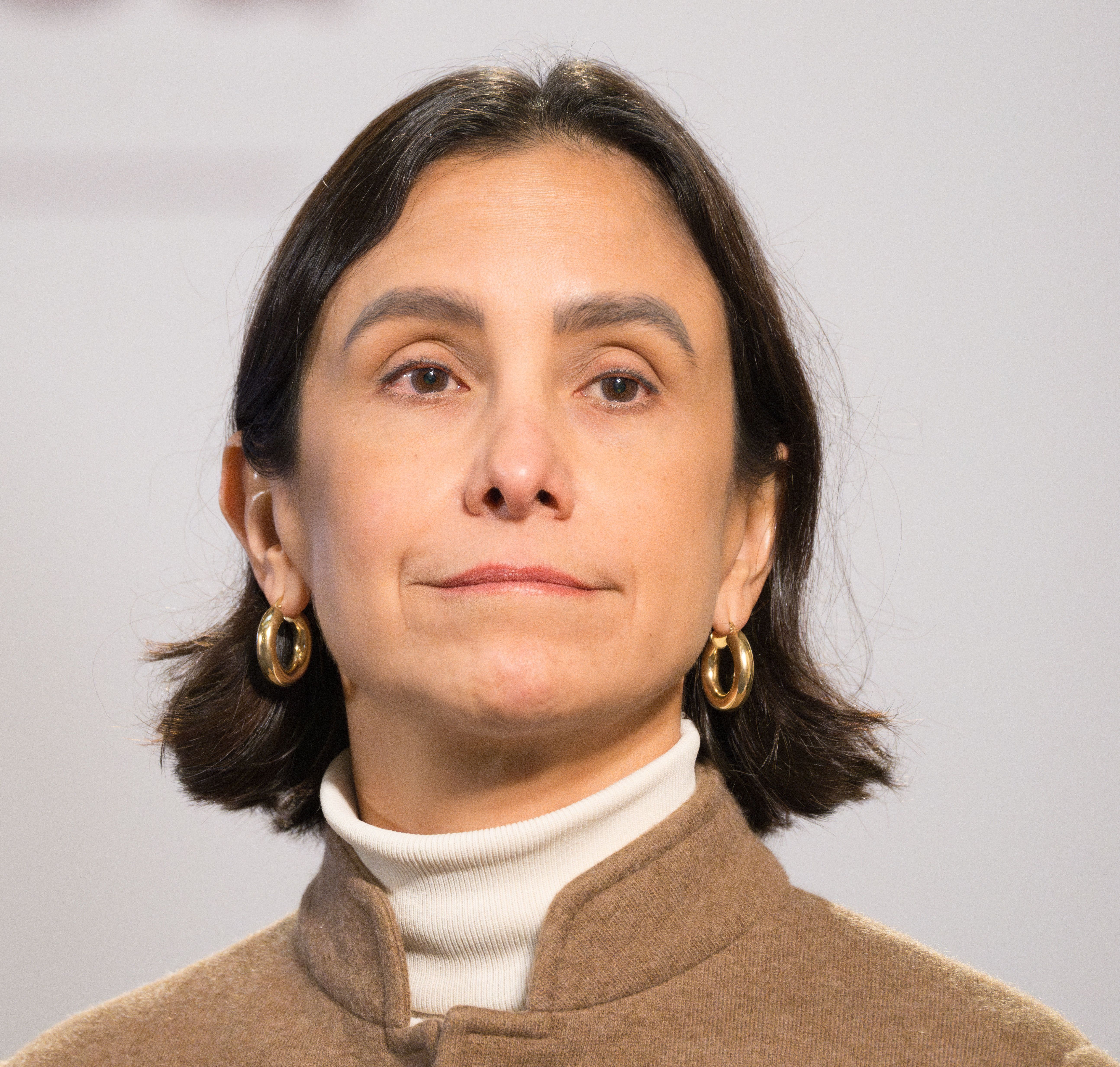
Luz Elena González Escobar, secretaria de Finanzas de 2018 a 2024.

| Secretario                  | Periodo                                       | Jefe/a de Gobierno                          |
| --------------------------- | --------------------------------------------- | ------------------------------------------- |
| Antonio Ortiz Salinas       | 5 de diciembre de 1997 - 6 de octubre de 1999 | Cuauhtémoc Cárdenas Solórzano (1997 - 1999) |
| Armando López Fernández     | 7 de octubre de 1999 - 4 de diciembre de 2000 | Rosario Robles Berlanga (1999 - 2000)       |
| Carlos Urzúa Macías         | 5 de diciembre de 2000 - 14 de julio de 2003  | Andrés Manuel López Obrador (2000 - 2005)   |
| Gustavo Ponce Meléndez      | 15 de julio de 2003 - 2 de marzo de 2004      | Andrés Manuel López Obrador (2000 - 2005)   |
| Arturo Herrera Gutiérrez    | 3 de marzo de 2004 - 4 de diciembre de 2006   | Andrés Manuel López Obrador (2000 - 2005)   |
| Arturo Herrera Gutiérrez    | 3 de marzo de 2004 - 4 de diciembre de 2006   | Alejandro Encinas Rodríguez (2005 - 2006)   |
| Mario Delgado Carrillo      | 5 de diciembre de 2006 - 30 de julio de 2010  | Marcelo Ebrard Casaubón (2006 - 2012)       |
| Armando López Cárdenas      | 31 de julio de 2010 - 4 de diciembre de 2012  | Marcelo Ebrard Casaubón (2006 - 2012)       |
| Edgar Amador Zamora         | 5 de diciembre de 2012 - 25 de abril de 2018  | Miguel Ángel Mancera Espinosa (2012 - 2018) |
| Julieta González Méndez     | 26 de abril - 4 de diciembre de 2018          | José Ramón Amieva Gálvez (2018)             |
| Luz Elena González Escobar  | 5 de diciembre de 2018 - 6 de junio de 2024   | Claudia Sheinbaum Pardo (2018 - 2023)       |
| Bertha Gómez Castro         | 6 de junio - 4 de octubre de 2024             | Martí Batres Guadarrama (2023 - 2024)       |
| Juan Pablo de Botton Falcón | 5 de octubre de 2024 - En el cargo            | Clara Brugada Molina (2024 - )              |